# Notikewin Provincial Park
Notikewin Provincial Park är en park i Kanada.   Den ligger i provinsen Alberta, i den centrala delen av landet, 3 100 km väster om huvudstaden Ottawa. Notikewin Provincial Park ligger 437 meter över havet.
Terrängen runt Notikewin Provincial Park är varierad. Trakten runt Notikewin Provincial Park är nära nog obefolkad, med mindre än två invånare per kvadratkilometer.. Det finns inga samhällen i närheten.
I omgivningarna runt Notikewin Provincial Park växer i huvudsak blandskog.